# Barbara Jaracz

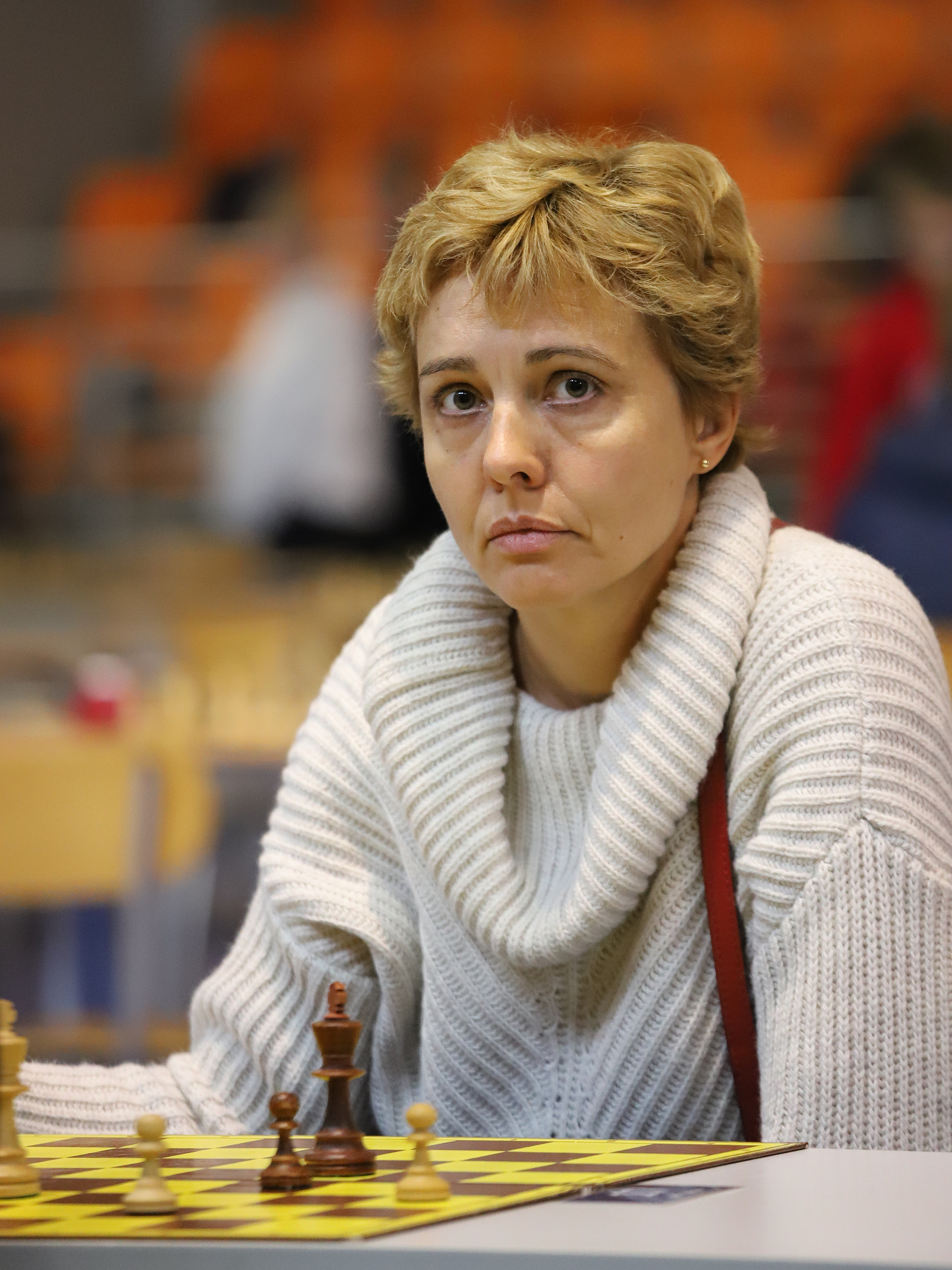
Barbara Jaracz (2021)

Barbara Jaracz (Gubin, 8 juni 1977) is een Poolse schaakster met FIDE-rating 2238 in 2017. Zij is, sinds 2007, een grootmeester bij de dames (WGM). Oorspronkelijk heette ze Barbara Grabarska.
Sinds midden jaren negentig behoort Barbara Jaracz tot de top van de Poolse schaaksters. In 1995 speelde ze voor de eerste keer in de finale van het Poolse schaakkampioenschap voor vrouwen, in Warschau. In 1997 behaalde ze in dit toernooi een zilveren, in 2001 een bronzen medaille. In 1995 vertegenwoordigde ze Polen in het Europese schaakkampioenschap voor jeugd tot 18 jaar, in Żagań. In 1997 speelde ze in het wereldkampioenschap voor junioren tot 20 jaar in Żagań.
In april 2003 stond ze met haar rating 2342 op plaats 101 van de schaaksters in de wereld, binnen de Poolse schaaksters stond ze op plaats 6.
Aan het 5e Open Beierse Internationale Kampioenschap in 2001 in Bad Wiessee werd deelgenomen door Barbara Grabarska (6 pt. uit 9) en haar latere echtgenoot Paweł Jaracz (7 pt. uit 9), het kampioenschap werd gewonnen door Vladimir Akopian. Het echtpaar nam eveneens deel aan het 6e Open Beierse Internationale Kampioenschap in 2002.
In 2007 kreeg Jaracz de titel grootmeester bij de vrouwen (WGM), de drie hiervoor noodzakelijke normen behaalde ze: in augustus 2001 bij het Rubinstein Memorial toernooi in het Poolse Polanica Zdrój, in december 2002 bij het Böblinger Open en in mei 2007 bij het 25e Liechtenstein Open.

## Resultaten in schaakteams
Barbara Jaracz speelde voor Polen in het Europees Schaakkampioenschap voor landenteams:
- In 1997 won ze in Pula met 5.5 pt. uit 7 partijen een bronzen medaille voor haar resultaat aan het tweede bord in het 2e Europese Schaakkampioenschap voor landenteams (vrouwen) (+4, =3, -0).
- In 1999 in Batoemi speelde ze aan het eerste reservebord in het 3e Europese Schaakkampioenschap voor landenteams (vrouwen) (+1, =2, -2).

## Schaakverenigingen

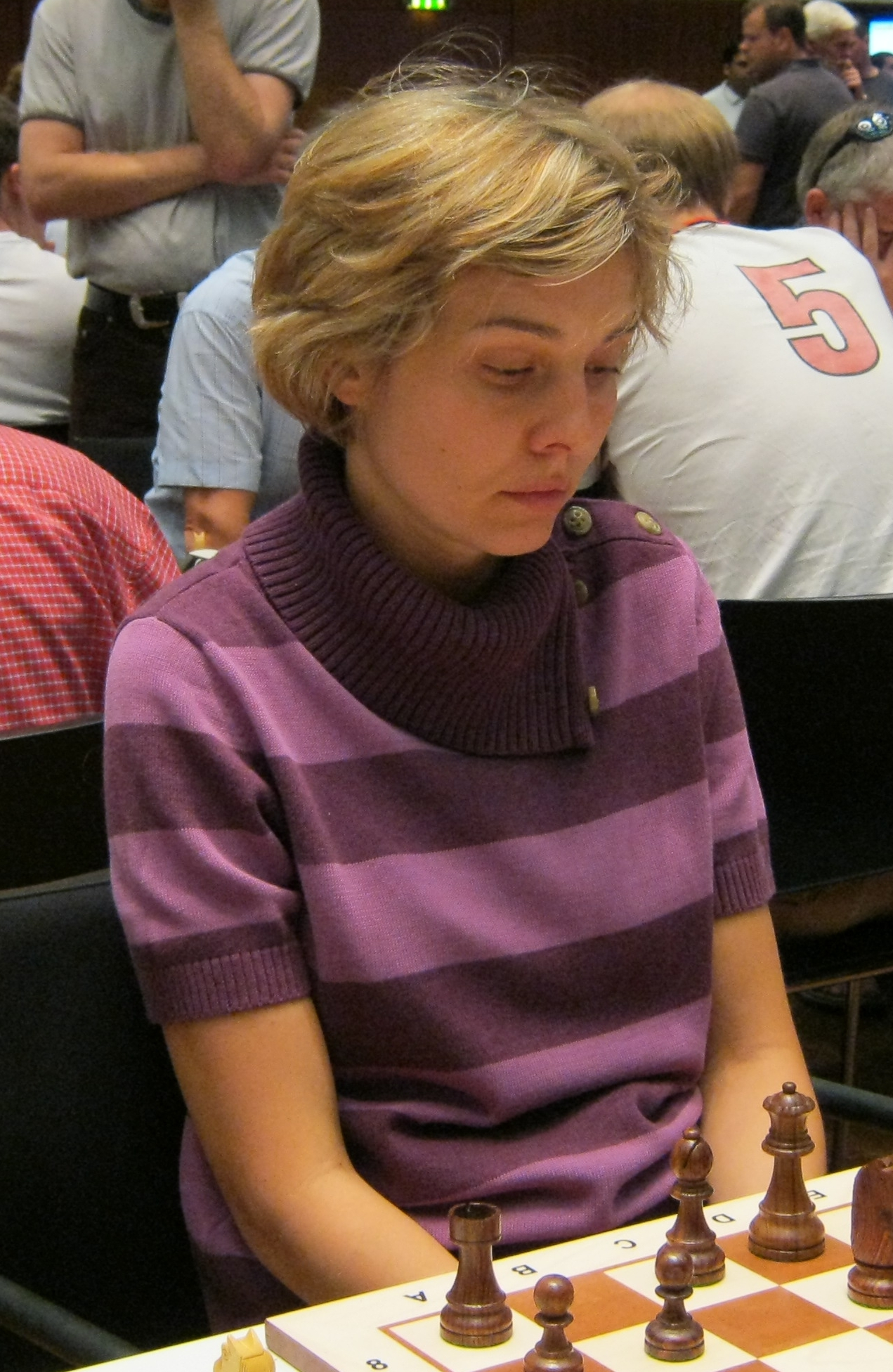
Barbara Jaracz (2010)

In de Poolse kampioenschappen voor schaakverenigingen speelde Barbara Jaracz in 1994 en 1996 voor LKS ZPD Jasień, in 1999 voor KSz Rzemiosło Racibórz, van 2000 tot 2005 voor AZS UMCS Lublin. Daarnaast speelde ze van 2009 tot 2012 met AZS UMCS Lublin in de Poolse kampioenschappen voor vrouwenteams van schaakverenigingen. Sinds 2012 speelt ze voor GK Baszta MOS Żnin.

In Duitsland stond ze van 1995 tot 2013 ingeschreven bij de SV Chemie Guben; ze speelde voornamelijk in de 2e bondscompetitie voor vrouwen, maar in de seizoenen 1996/97, 1999/2000 en van 2010 tot 2013 in de 1e bondscompetitie voor vrouwen.

## Persoonlijk leven
Haar echtgenoot Paweł Jaracz is eveneens grootmeester en behoort tot de top van de Poolse schakers.

## Externe koppelingen
- (en)   Informatie over schaakpartijen van Barbara Jaracz op ChessGames.com
- (en)   Informatie over schaakpartijen van Barbara Jaracz op 365chess.com
- (en)  FIDE-ratinggegevens voor Barbara Jaracz